# 팩토리2
팩토리2(Factory2)는 2002년 기획자 홍보라가 설립한 문화예술공간이다. 2018년 여성 기획자들로 구성된 팩토리 콜렉티브를 만들고 공간명을 갤러리 팩토리에서 팩토리2로 변경했다. “개인이 가진 고유한 가치, 신체, 생각을 존중하고 다름을 인지하는 방법에 대한 탐구”를 목표로 전시, 공연, 워크숍, 연구, 출판 등의 프로그램을 기획하고있다.